# Tilia paucicostata
Tilia paucicostata är en malvaväxtart som beskrevs av Carl Maximowicz. Tilia paucicostata ingår i släktet lindar, och familjen malvaväxter.

## Underarter
Arten delas in i följande underarter:
- T. p. dictyoneura
- T. p. yunnanensis